# 3942 Churivannia
A 3942 Churivannia (ideiglenes jelöléssel 1977 RH7) a Naprendszer kisbolygóövében található aszteroida. Nyikolaj Sztyepanovics Csernih fedezte fel 1977. szeptember 11-én.